# Tenuipalpus garciniae
Tenuipalpus garciniae är en spindeldjursart som beskrevs av Meyer och Bolland 1984. Tenuipalpus garciniae ingår i släktet Tenuipalpus och familjen Tenuipalpidae. Inga underarter finns listade i Catalogue of Life.